# François Couturier
Pour les articles homonymes, voir Couturier.
 (février 2019).
Si vous disposez d'ouvrages ou d'articles de référence ou si vous connaissez des sites web de qualité traitant du thème abordé ici, merci de compléter l'article en donnant les références utiles à sa vérifiabilité et en les liant à la section « Notes et références ».
François Couturier, né le 5 février 1950 à Fleury-les-Aubrais (Loiret), est un pianiste, improvisateur et compositeur français.

## Biographie
Après des études universitaires (CAPES de musicologie) et de piano classique, il entame une longue collaboration avec le contrebassiste Jean-Paul Céléa, rencontré en 1978 dans le quintet du batteur et compositeur Jacques Thollot. Ils jouent ensemble d'abord en duo, puis sur de nombreux projets avec Daniel Humair, François Jeanneau ou Dominique Pifarély.
Entre 1981 et 1983, il tourne avec le groupe The Translators de John Mc Laughlin. Pendant cette période, il crée le groupe Passaggio avec Jean-Paul Céléa en 1986, qui comprend également Armand Angster, Françoise Kübler et Wolfgang Reisinger. Il collabore également avec François Jeanneau, Didier Levallet, Michel Portal, Larry Schneider, etc.
Depuis 1998, François Couturier joue en duo avec le violoniste Dominique Pifarély, avec qui il enregistre "Poros" (ECM) et travaille sur divers création autour de ce  duo (Michel Godard, Louis Sclavis, François Corneloup, Dominique Visse).
Avec Jean-Marc Larché, il compose l'opéra Mozart and Amadeus sur un livret d'Anthony Burgess et crée le trio Music for a While.
Depuis 2001, il est membre du trio d'Anouar Brahem et joue sur les albums Le Pas du chat noir (2002) puis Le Voyage de Sahar (2006).
En 2005, il enregistre Nostalghia, Song for Tarkovski pour ECM avec Anja Lechner, Jean Louis Matinier et Jean Marc Larché. Le quartet tourne en Europe.
En 2008 il enregistre Un jour si blanc, un album en piano solo qui sort chez ECM en février 2010.
En 2010 paraît Musica Callada (Zigzag Records), un hommage à Federico Mompou en trio avec François Méchali et François Laizeau.
En 2011 paraît Tarkovsky Quartet, avec le fils du cinéaste Andreï Tarkovski.
En 2013 paraît Il Pergolèse, un disque en hommage à Pergolèse en quartet avec la chanteuse Maria Pia de Vito et Anja Lechner. L'année suivante paraît Moderato Cantabile en duo avec la violoncelliste Anja Lechner.

## Prix et récompenses
- Prix Django Reinhardt de l'Académie du Jazz en 1980.
- Nommé en 2008 Chevalier de l’ordre des arts et des Lettres
- Nommé à L'European Film Award 2012 pour la  musique du film Io sono Li

## Discographie
- 1980 : Celea-Couturier, avec Jean-Paul Céléa (Label Bleu)
- 1983 : The Game, avec Jean-Paul Céléa (JMS)
- 1986 : Black moon, avec Jean-Paul Céléa (Blue Silver)
- 1992 : Pianisphères, avec Jean-Pierre Chalet (Charlotte Records)
- 1996 : Passaggio, avec Passaggio (Label Bleu)
- 1997 : L'Ibère, avec Passaggio (Label Bleu)
- 1998 : Poros, avec Dominique Pifarély (ECM)
- 2000 : Correspondances, avec Larry Schneider, François Méchali et François Laizeau (Charlotte Records)
- 2002 : Music for a while, avec Jean-Louis Matinier et Jean-Marc Larché (Emouvance)
- 2006 : Nostalghia - Song For Tarkovsky (ECM)
- 2007 : Tryptic, avec Jean-Paul Céléa et Daniel Humair (Bee Jazz)
- 2008 : Impromptu, avec Dominique Pifarély et Dominique Visse (Poros éditions)
- 2010 : Un jour si blanc, piano solo (ECM)
- 2010 : Musica Callada, avec François Méchali et François Laizeau (ZIG ZAG)
- 2011 : Tarkovsky Quartet (ECM)
- 2013 : Il Pergolèse (ECM)
- 2014 : Moderato Cantabile, duo avec la violoncelliste Anja Lechner (ECM)
- 2017 : Nuit blanche, Tarkovsky Quartet (ECM)

### AvecJohn McLaughlin
- 1982 : Belo Horizonte (Wea)
- 1984 : Music spoken here (Wea)

### AvecDominique Pifarély
- 1988 : Insula dulcamara (Nocturne)
- 1992 : Oblique (Ida)

### AvecAnouar Brahem
- 1995 : Khomsa (ECM)
- 2002 : Le Pas du chat noir (ECM)
- 2006 : Le voyage de Sahar (ECM)
- 2014 : Souvenance (ECM)

## Musique de film
- 2007 : Maman est folle de Jean-Pierre Améris (téléfilm)
- 2011 : La Petite Venise d'Andrea Segre
- 2013 : City of dreams de Steve Faigenbaum (documentaire)
- 2014 : Rendez-vous avec Ninette de Souad Amidou (court-métrage)
- 2014 : Internal Combustion de Steve Faigenbaum (documentaire)
- 2015 : Rüzgarın Hatıraları de Özcan Alper
- 2015 : Viva la sposa d'Ascanio Celestini
- 2017 : Quand l'amour m'était chanté de Delphine Morel (documentaire)